# World Naked Gardening Day

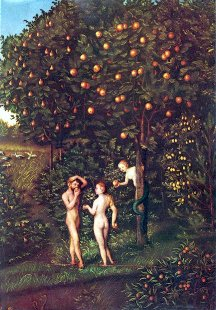
Adam och Eva i Edens trädgård, Lukas Cranach 1530.

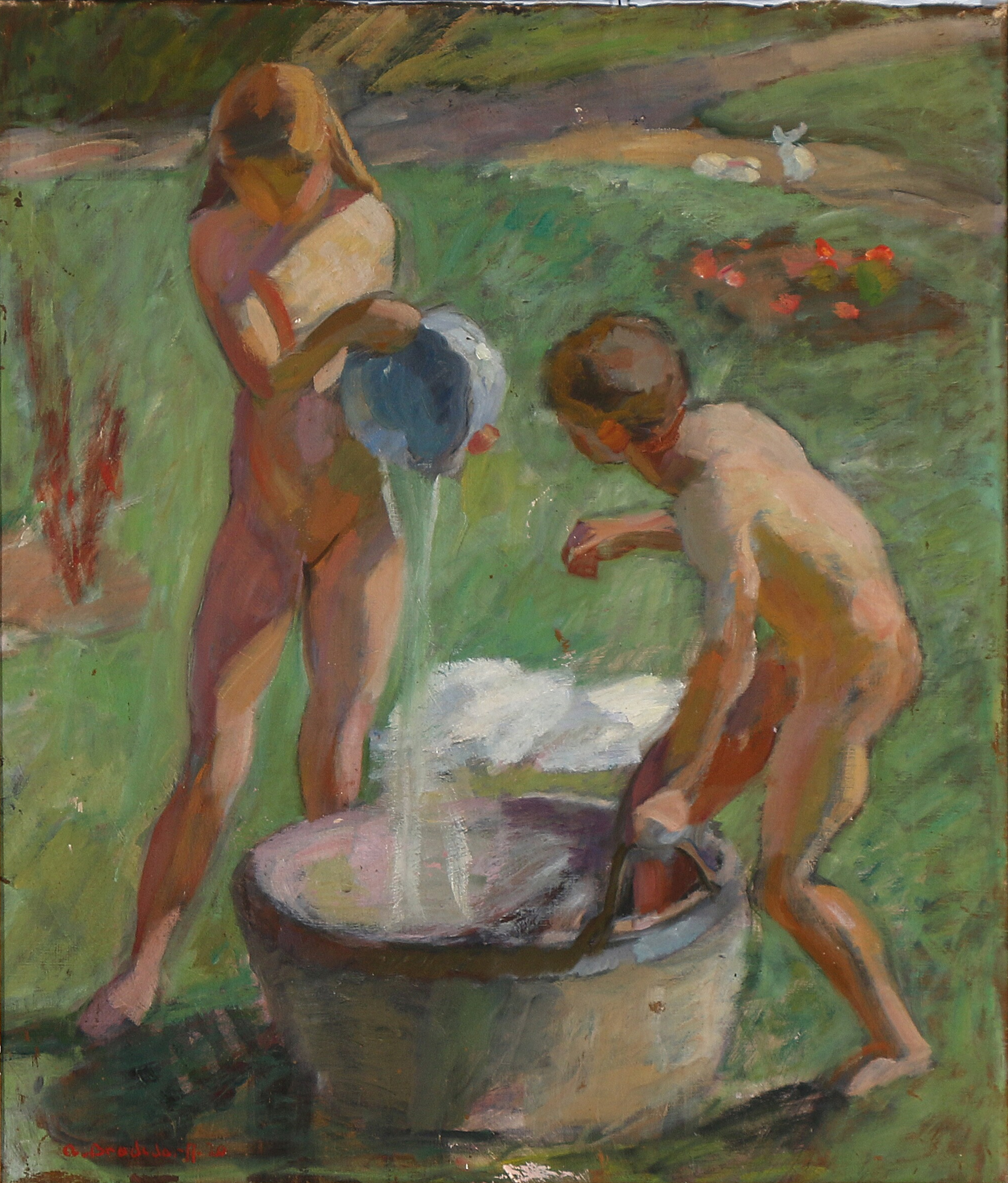
Två unga i trädgård, Axel Bredsdorff, 1920.

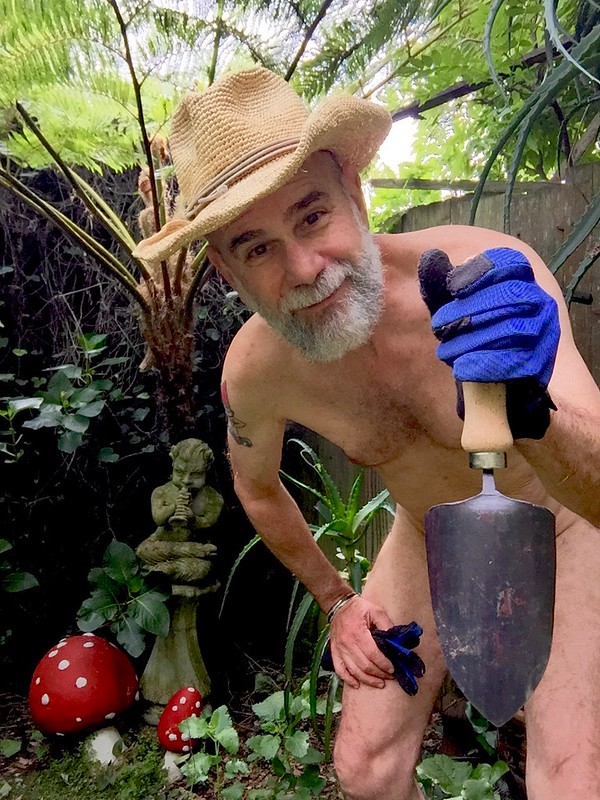
Kalifornien i maj 2018.

World Naked Gardening Day (WNGD) är ett årligt internationellt event som sedan 2005 anordnas den första lördagen i maj av trädgårdsintresserade, i deras egna trädgårdar, men ibland på större trädgårdar och då öppna för dem som själva inte har en trädgård.

## Historia
I konst kan lycka illustreras som nakenhet i en trädgård. I slutet av 1800-talet förespråkades nakna luftbad som i sin traditionella medicinska form förekom fram till 1930-talet. Därefter blev naturism efter hand mer känd och accepterad. Men mer utbredd acceptans för nakenhet, särskilt i Sverige och Danmark, kom först i slutet av 1960-talet. Det blev vanligt att inte bara barn solade och badade nakna i sina trädgårdar. Detta blev otänkbart från millennieskiftet 2000 genom en förändrad inställning som ibland kallats nypuritanism, men detta möttes också av visst motstånd. 
World Naked Gardening Day grundades och organiserades av redaktören Mark Storey, filosofiprofessor vid Bellevue College i USA och permaulturalisten Jacob Gabriel, som ett projekt inom Body Freedom Collaborative (BFC). Tidigast hade Mark Storey haft en vision om ”guerilla gardening”.
Evenemanget har blivit en etablerad tradition för många som är anhängare av växter, blommor, grönsaker, odling, plantering och trädgårdsskötsel, och har fått stöd av den rörelse som betonar ”body freedom”, helhetstänkande, kroppspositivism och allmän acceptans av människokroppen. Livsstilsredaktören Lindsay Kellner menar att det bidrar till en positiv kroppsuppfattning och därmed hälsa. Man betonar även nyttan av naket friluftsliv och jämn solbränna. Men World Naked Gardening Day ska i första hand vara rolig, lättsam och opolitisk, något som framgår när personer lägger ut bilder på sociala medier. Man betonar starkt att syftet är individens befrielse, och att ”gardening”, efter bad och solbad, är den handling flertalet människor kan tänka sig att göra nakna. 
Evenemanget är öppet för alla. I New York Daily News framhåller Mark Storey att WNGD inte ägs av någon organisation, utan att det är öppet för alla. Aktiviteten spreds snabbt internationellt, utan att grundarna har behövt göra något annat än lämna viss information på hemsidor och i sociala medier.  WNGD fick stöd av organisationer som exempelvis The Naturist Society, Clothes Free International och American Association for Nude Recreation (AANR). 
Den första årliga World Naked Gardening Day ägde rum den 10 september 2005. Men år 2007 flyttades tidpunkten för evenemanget till den första lördagen i maj, som fortfarande gäller. (Från 2018 har New Zealand Naturist Federation flyttat tidpunkten till ”the last weekend in October” för att få en bättre anpassning till klimatet på södra halvklotet.)
De flesta tillbringar dagen i sin egen trädgård och tillsammans med sina närmaste. Grundarna, Storey och Gabriel har uppmärksammat möjligheten att utvidga detta så även de som inte har trädgård kan delta, exempelvis med arbeten på ett nakenbad eller motsvarande. 
En mycket stor trädgård i Storbritannien, Abbey House Gardens, var under några år öppen för nude gardening.